# Німецька окупація Литви під час Другої світової війни

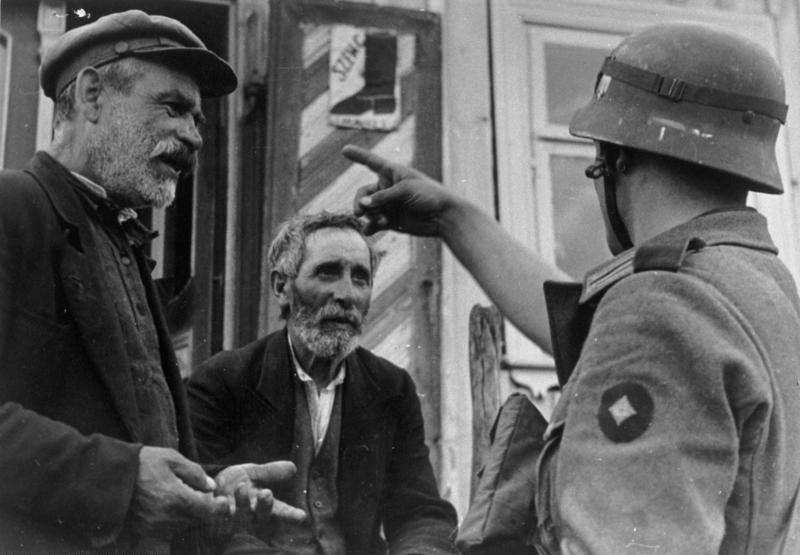
Литовські євреї та солдат німецького вермахту під час Голокосту в Литві (24 червня 1941 р.)

Окупація Литви нацистською Німеччиною тривала від вторгнення Німеччини до Радянського Союзу 22 червня 1941 року і до кінця битви при Мемелі 28 січня 1945 року. Спочатку німців приймали як визволителів від репресивного радянського режиму, який окупував Литву до прибуття Німеччини. У надії на відновлення незалежности або відновлення певної автономії литовці організували свій Тимчасовий уряд. Незабаром ставлення литовців до німців змінилося на пасивний опір.

## Передумови

Різні територіальні зміни Литви 1939–1941

У серпні 1939 р. СРСР та нацистська Німеччина підписали Німецько-радянський пакт про ненапад та його Секретний додатковий протокол, розділивши Центральну та Східну Європу на сфери впливу. Спочатку Литва була віднесена до німецької сфери, ймовірно через економічну залежність від німецької торгівлі. Після ультиматуму березня 1939 р. Щодо Клайпедської області на частку Німеччини припадало 75% експорту Литви та 86% її імпорту.  Щоб зміцнити свій вплив, Німеччина запропонувала німецько-литовський військовий союз проти Польщі та пообіцяла повернути Віленський край, але Литва дотримувалась політики суворого нейтралітету.  Коли у вересні 1939 р. Німеччина вторглася в Польщу , Вермахт взяв під контроль Люблінське воєводство та східне Варшавське воєводство, які знаходились у радянській сфері впливу. Щоб компенсувати Радянському Союзу цю втрату, секретний код закону про німецько-радянську межу та дружбу перевів Литву у сферу впливу СРСР  що послужило б виправданням, яке дозволило Радянському Союзу окупувати Литву 15 червня, 1940 р. Та створення Литовської РСР.
Майже відразу після німецько-радянського Договору про межі та дружбу Ради тиснули на литовців щодо підписання радянсько-литовського Договору про взаємну допомогу. Згідно з цим договором Литва отримала близько 6 880 квадратних кілометрів (2 660 миля2) території у Вільнюському регіоні (включаючи Вільнюс, історичну столицю Литви) в обмін на п'ять радянських військових баз у Литві (загалом 20 000 військовослужбовців).  Території, які Литва отримала від Радянського Союзу, були колишніми територіями Другої Польської Республіки, суперечки між Польщею та Литвою ще з часів польсько-литовської війни 1920 р. Та окуповані Радянським Союзом після вторгнення СРСР у Польщу у вересні 1939 р.. The New York Times описував радянсько-литовський договір як "віртуальну жертву незалежности".  Подібні пакти були запропоновані Латвії, Естонії та Фінляндії. Фінляндія була єдиною державою, яка відмовилася від такого договору, що спричинило зимову війну. Ця війна затримала окупацію Литви: Ради не втручалися у внутрішні справи Литви  а російські солдати добре поводились у своїх базах.  Оскільки в березні закінчилася Зимова війна, а Німеччина швидко прогресувала у битві за Францію, Ради посилили антилитовську риторику та звинуватили литовців у викраденні радянських солдатів з їхніх баз. Незважаючи на спроби Литви провести переговори та вирішити питання, СРСР 14 червня 1940 р. Поставив ультиматум  Литовці прийняли ультиматум, а радянські військові взяли під контроль великі міста до 15 червня. Наступного дня ідентичні ультиматуми були висунуті Латвії та Естонії. Для легітимізації окупації Ради влаштували вибори до так званого Народного сейму, який тоді проголосив створення Литовської Радянської Соціалістичної Республіки.  Це дозволило радянській пропаганді стверджувати, що Литва добровільно вступила до Радянського Союзу.

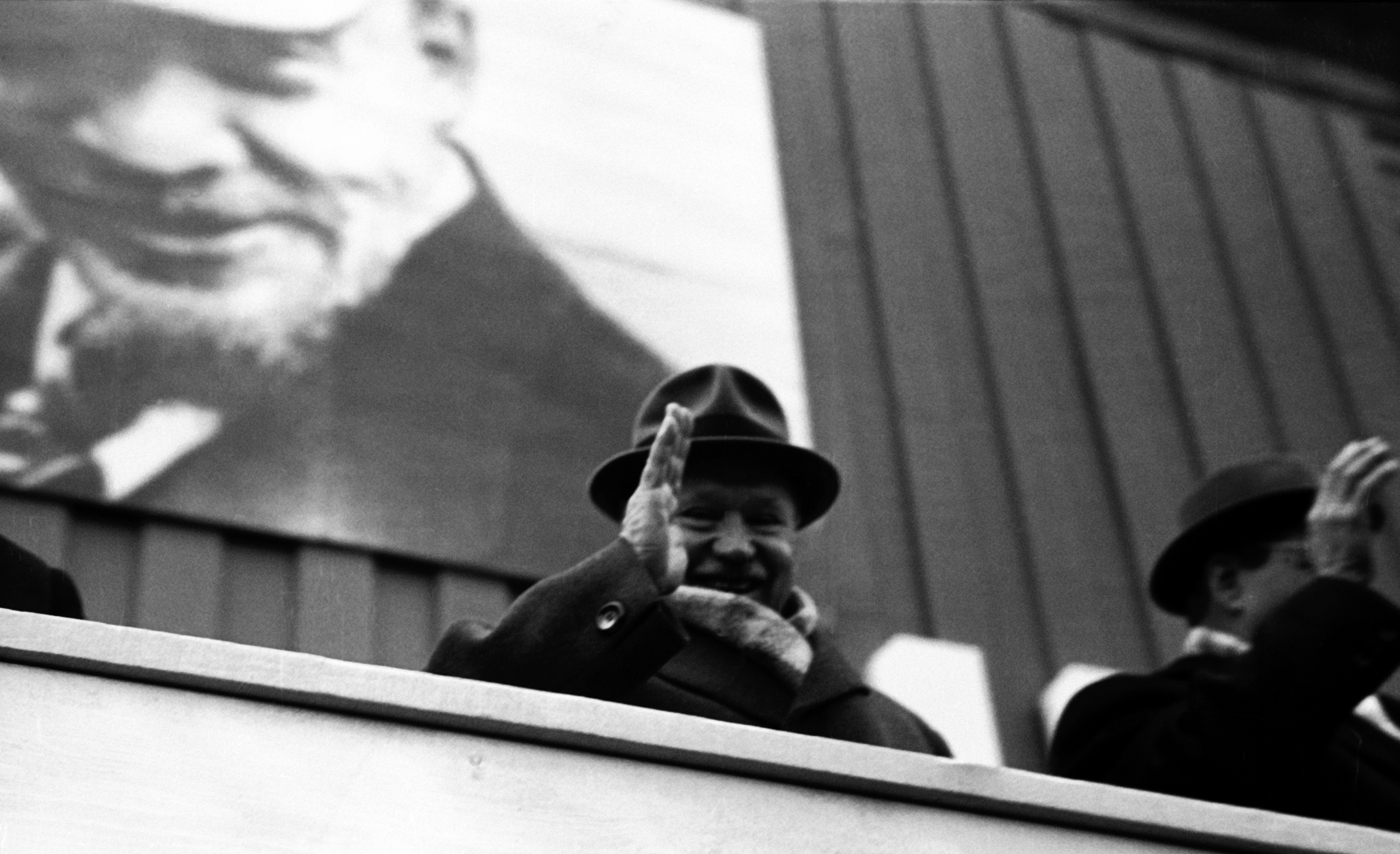
Лідер Комуністичної партії Литви Антанас Снєчкус ініціював перші масові депортації литовців у червні 1941 р.

Незабаром після початку окупації була проведена політика радянізації. 1 липня всі політичні, культурні та релігійні організації були закриті  існували лише Комуністична партія Литви та її молодіжне відділення. Усі банки (включаючи всі рахунки понад 1000 літів ), нерухомість більше 170 квадратних метрів (1 800 фут2) були приватні підприємства з більш ніж 20 працівниками або більше 150000 літи валових надходжень націоналізовані.  Це порушення в управлінні та діяльності призвело до різкого падіння виробництва. Російські солдати та чиновники прагнули витратити свої дорогі рублі і спричинили величезний дефіцит товарів.  Щоб перетворити дрібних селян проти великих землевласників, у Литві не було запроваджено колективізацію. Вся земля була націоналізована, ферми зменшено до 30 гектарів (74 акри), а додаткові землі (приблизно 575 000 гектарів (5 750 км2)   ) було роздано дрібним фермерам.  В рамках підготовки до можливої колективізації були введені нові податки від 30% до 50% сільськогосподарського виробництва.  Литовський літ був штучно амортизований у 3–4 рази від його фактичної вартості та вилучений до березня 1941 р.  Перед виборами до Народного парламенту Ради заарештували близько 2000 найвидатніших політичних активістів.  Ці арешти паралізували будь-які спроби створення антирадянських груп. За оцінками, 12 000 були ув'язнені як " вороги народу ".  Коли фермери не змогли сплатити непомірні нові податки, близько 1100 великих фермерів були піддані суду.  14–18 червня 1941 року, менш ніж за тиждень до вторгнення нацистів, близько 17 000 литовців було депортовано до Сибіру, де багато загинуло через нелюдські умови життя (див. Червнева депортація ).   Деякі з багатьох політичних в'язнів були вбиті відступаючою Червоною Армією. Ці переслідування були ключовими у проханні підтримки нацистів.

## Німецьке вторгнення та повстання Литви

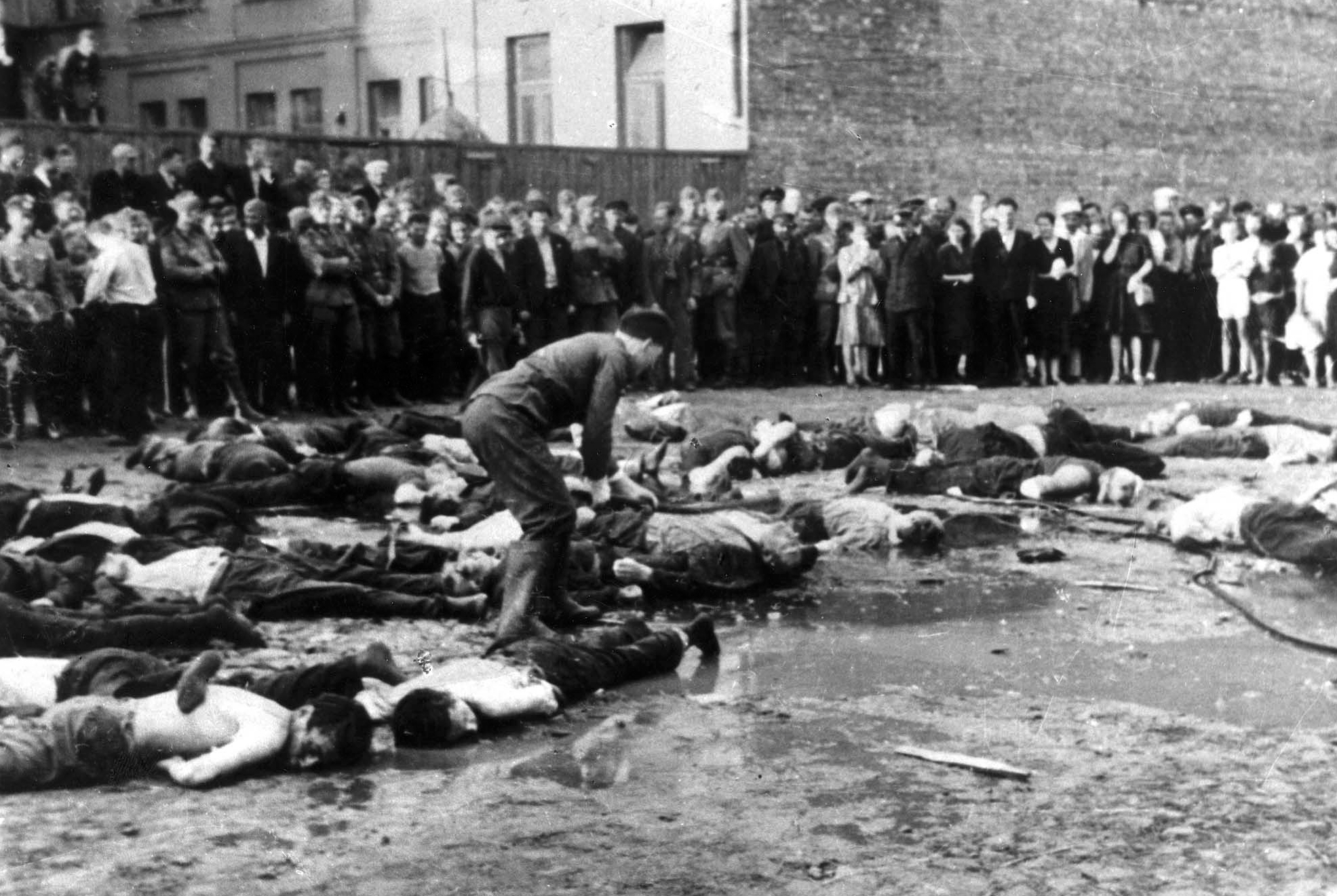
Каунаський погром в окупованій німцями Литві, червень 1941 року. Фотографія, приписана Вільгельму Гунсіліусу.

22 червня 1941 р. На територію Литовської РСР вторглися дві наступаючі німецькі групи армій: група армій "Північ", яка захопила західну та північну Литву, та група армій "Центр", яка захопила більшу частину Вільнюської області. Перші напади Люфтваффе здійснили проти міст Литви і забрали життя близько 4000 цивільних осіб.  Більшість російських літаків було знищено на землі. Німці стрімко просувалися, зустрічаючи лише епізодичний опір Рад та допомогу литовців, які розглядали їх як визволителів і сподівались, що німці відновлять свою незалежність або принаймні автономію.
Литовці підняли зброю в умовах антирадянського та незалежного повстання. Групи чоловіків стихійно організовувались і контролювали стратегічні об'єкти (такі як залізниці, мости, комунікаційне обладнання, склади продуктів харчування та обладнання), захищаючи їх від потенційних радянських диверсій. Каунас був захоплений повстанцями Литовського активістського фронту (LAF). Казис Шкірпа, лідер LAF, готувався до повстання щонайменше з березня 1941 року. Активісти проголосили незалежність Литви та створили Тимчасовий уряд Литви 23 червня. Вільнюс захопили солдати 29-го литовського територіального корпусу, колишні солдати незалежної литовської армії, які дезертирували з Червоної армії. Менші, менш організовані групи з'явилися в інших містах та на селі.
Битва при Расейняї розпочалася 23 червня, коли радянські війська намагалися здійснити контратаку, підсилену танками, але до 27-го зазнали значних поразк.  За підрахунками, у повстанні взяли участь близько 16 000  –30 000 людей і забрали життя близько 600 литовців  та 5000 радянських активістів. 24 червня німці без бою увійшли як до Каунасу, так і до Вільнюса.  За тиждень німці зазнали 3362 втрати, але контролювали всю країну. 

## Німецька окупація

### Адміністрація

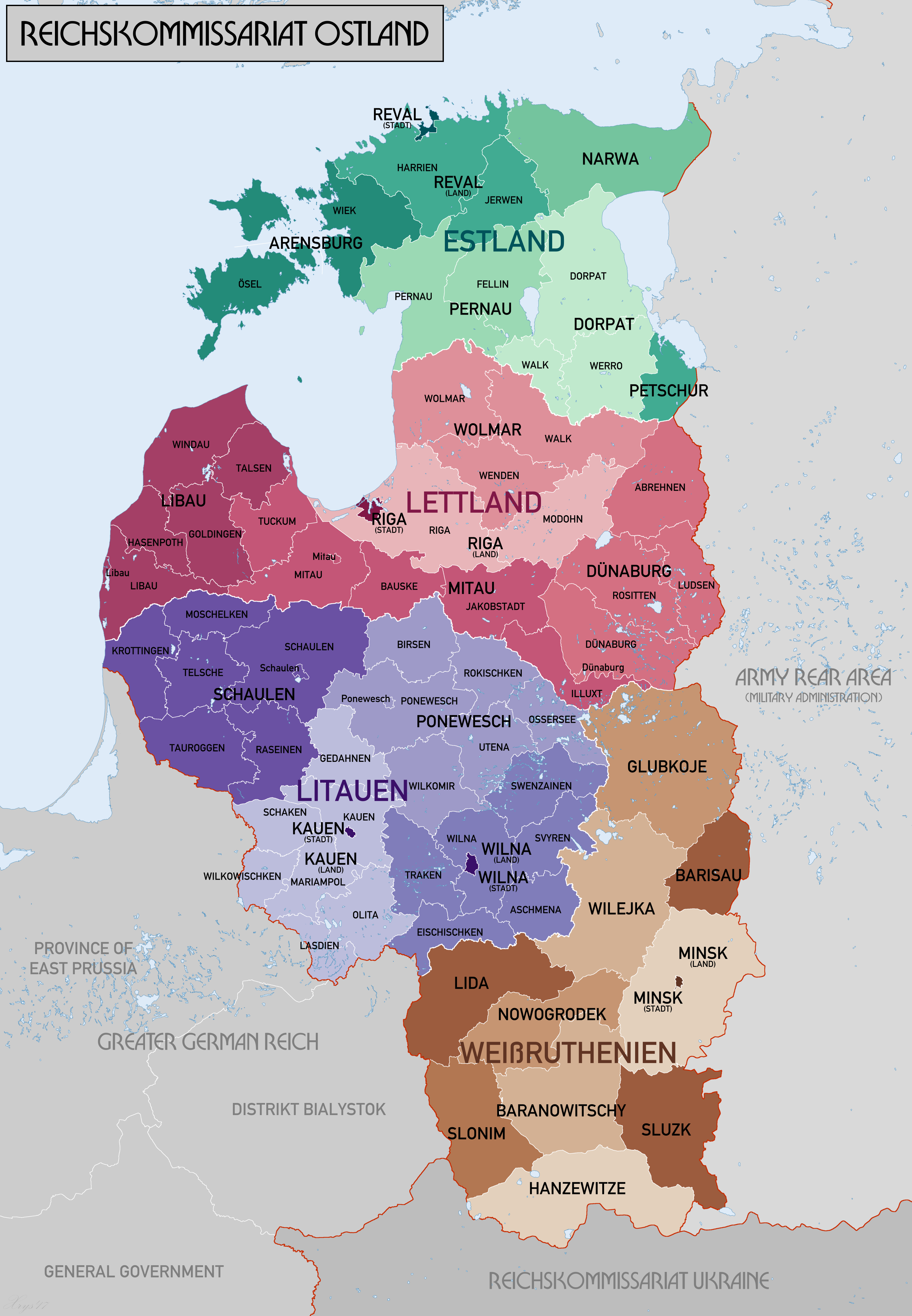
Адміністративна карта Райхскомісаріату Остланд

У перші дні війни німецька військова адміністрація, головним чином стурбована безпекою регіону, толерувала спроби Литви створити власні адміністративні установи і залишала литовцям низку цивільних питань. Тимчасовий уряд у Каунасі намагався встановити проголошену незалежність Литви та усунути шкоду однорічного радянського режиму. За шість тижнів свого існування уряд видав близько 100 законів та указів, але вони в основному не виконувалися. Її політику можна охарактеризувати як антирадянську, так і антисемітську. Уряд організував добровольчі сили, відомі як Tautinio Darbo Apsaugos Batalionas (TDA), щоб служити основою для відновленої литовської армії, хоча незабаром батальйон був найнятий Einsatzkommando 3 і Rollkommando Hamann для масових розстрілів литовських євреїв у дев'ятий форт. У той час розбійницькі підрозділи на чолі з сумнозвісним Альгірдасом Клімайтісом шалели містом і околицями.
Німці не визнали литовський уряд, а наприкінці липня створили власну цивільну адміністрацію — Райхскомісаріат Остланд, який був розділений на чотири генерал-комісаріати. Адріан фон Рентельн став генеральним комісаром Литви і взяв на себе всі урядові функції. Тимчасовий уряд подав у відставку 5 серпня; деякі її міністри стали генеральними радниками (лит. generalinis tarėjas), відповідальний за місцеве самоврядування. Німці не мали достатньо робочої сили для укомплектування місцевої адміністрації; тому більшість місцевих управлінь очолювали литовці. Політичні рішення прийматимуть високопоставлені німці, а насправді виконуватимуть їх низькопоставлені литовці. Генеральні радники в основному були установою із штампами, яку німці звинувачували в непопулярних рішеннях. Троє з радників подали у відставку протягом декількох місяців, інших чотирьох депортували до концтабору Штуттоф, коли вони протестували проти кількох політик Німеччини. Загалом місцеве самоврядування було досить розвиненим у Литві і допомогло саботувати чи перешкодити кільком німецьким ініціативам, включаючи створення підрозділу Ваффен-СС або забезпечення чоловіків на примусовій роботі в Німеччині.

### Голокост

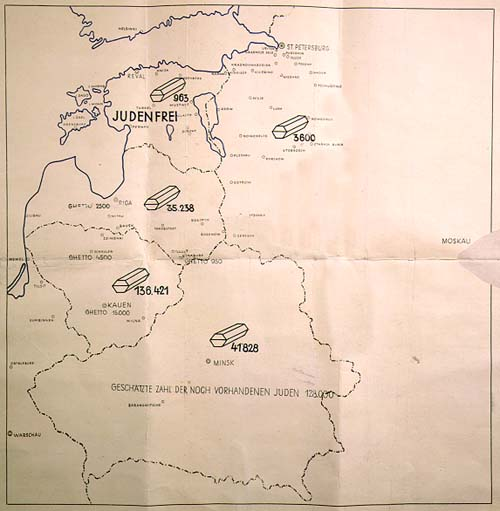
Карта, що додається до звіту Франца Вальтера Шталекера, командира Айнзацгрупи А, у січні 1942 року, показує кількість вбитих євреїв у Рейхскомісаріаті Остланд. У Литві виявлено 136 142 смертей.

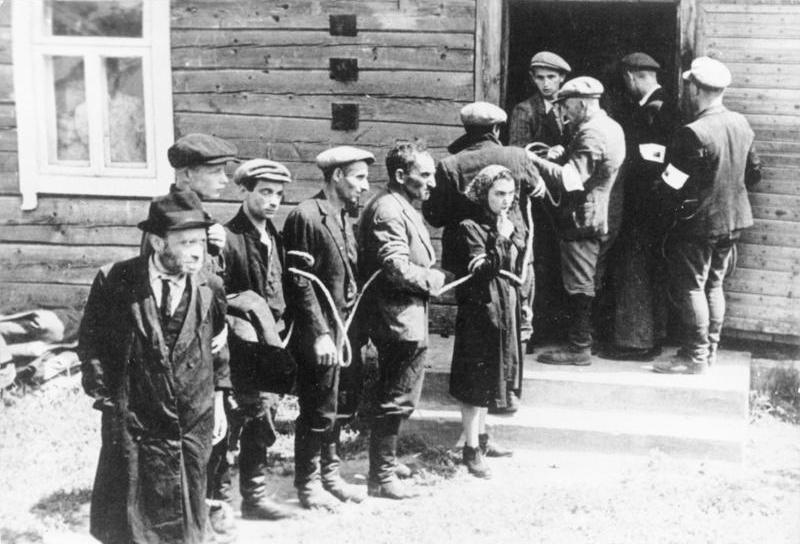
Литовські колаборанти (з білими пов'язками) арештовували євреїв у липні 1941 року

До Голокосту в Литві проживало близько 210 000  або 250 000  євреїв і була одним з найбільших центрів єврейської теології, філософії та навчання, що передували навіть часам Віленського Гаона. Голокост у Литві можна розділити на три етапи: масові страти (червень – грудень 1941 р.), Період гетто (1942 р. - березень 1943 р.) Та остаточна ліквідація (квітень 1943 р. - липень 1944 р.).
На відміну від інших окупованих нацистами країн, де Голокост запроваджувався поступово (спочатку обмежуючи громадянські права євреїв, потім концентруючи євреїв у гетто, а вже потім страчуючи їх у таборах смерті), страти в Литві розпочалися в перші дні війни. Einsatzkommando A прибув до Литви на один день після вторгнення вермахту, щоб заохотити самоочищення.  :107 Згідно з німецькими документами, 25–26 червня 1941 р. « Литовськими партизанами було ліквідовано близько 1500 євреїв. Багато єврейських синагог було спалено; наступними ночами було вбито ще 2300 "  Вбивства стали виправданням для збору євреїв та розміщення їх у гетто, щоб "захистити", де до грудня 1941 року в Каунасі залишилося 15 000, 22 000 були страчені.  :110 Страти проводились за трьома основними групами: у Каунасі ( Дев'ятий форт ), у Вільнюсі ( різанина в Понарі ) та в сільській місцевості ( Роллкоммандо Хаманн ). У Литві до 1 грудня 1941 року було вбито понад 120 000 литовських євреїв.  :110 За підрахунками, 80% литовських євреїв було вбито до 1942 року  багато чи за участі литовців у таких підрозділах, як поліцейські батальйони.  :148
Вцілілі 43 000 євреїв були зосереджені у Вільнюському, Каунаському, Шяуляйському та Швенчониському гетто і змушені працювати на благо німецької військової промисловості. 21 червня 1943 року Генріх Гіммлер видав наказ ліквідувати всі гетто та перевести решти євреїв до концтаборів. Вільнюське гетто було ліквідовано, тоді як Каунас і Шяуляй були перетворені в концтабори і прожили до липня 1944 р.  Решта євреїв були відправлені в табори в Штуттоф, Дахау, Освенцім. З цих таборів було звільнено лише близько 2000–3000 литовських євреїв.  Більше тих, хто вижив, потрапили до внутрішніх районів Росії до початку війни або втекли з гетто та приєдналися до єврейських партизанів.
Рівень геноциду євреїв у Литві до 95–97% був одним із найвищих у Європі. Це було пов’язано, насамперед, за невеликим винятком, із широким співробітництвом Литви з німецькою владою. Євреїв широко звинувачували в попередньому радянському режимі (див. Єврейський більшовизм ), і їм було ображено за те, що вони приймали радянські війська.  Цілеспрямована нацистська пропаганда використовувала антирадянські настрої та посилювала вже існуючий традиційний антисемітизм. 

### Співпраця

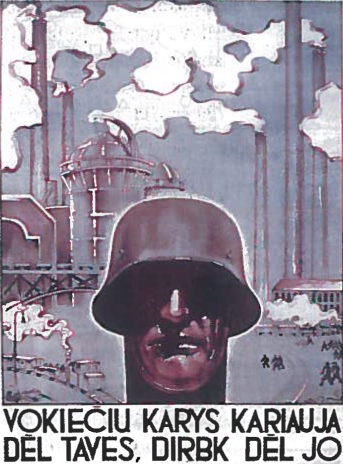
Нацистська пропаганда в Литві з текстом на литовській мові: «Німецький солдат воює за вас, працюйте на нього».

Литовці сформували кілька підрозділів, які активно допомагали німцям:
- Литовські допоміжні поліцейські батальйони — 26 батальйонів з 13 000 чоловік
- Литовські будівельні батальйони — 5 батальйонів з 2500 чоловік
- Сили територіальної оборони Литви — 10 000–12 000 чоловік
- Підрозділи самооборони — 3000 чоловік
- Загін захисту батьківщини — 6000 чоловік

10 батальйонів литовської поліції, які працювали з нацистським « Айнзацкоммандо», брали участь у масових вбивствах, вважалося, що вони стратили 78 000 осіб. :148
Нацистський окупаційний режим дозволяв литовцям служити у охоронній поліції (Сауґумас), легітимізувавши напади литовців на поляків у Вільнюсі. Під прикриттям німецької влади радикальні литовські націоналісти закликали німців очистити Вільнюс від поляків. З 1941 по 1944 рік литовська поліція та її німецькі керівника фактично вбивали поляків у місті. За німецької влади литовсько-польська боротьба за Вільнюс переросла у локальну громадянську війну. Від осені 1943 року польська Армія Крайова здійснювала напади та роззброювала колабораційні відділи литовської поліції у Вільнюсі та його околицях. Литовська поліція відповідала стратами польських цивільних, що призводило каральних нападів поляків на литовські села.

### Опір

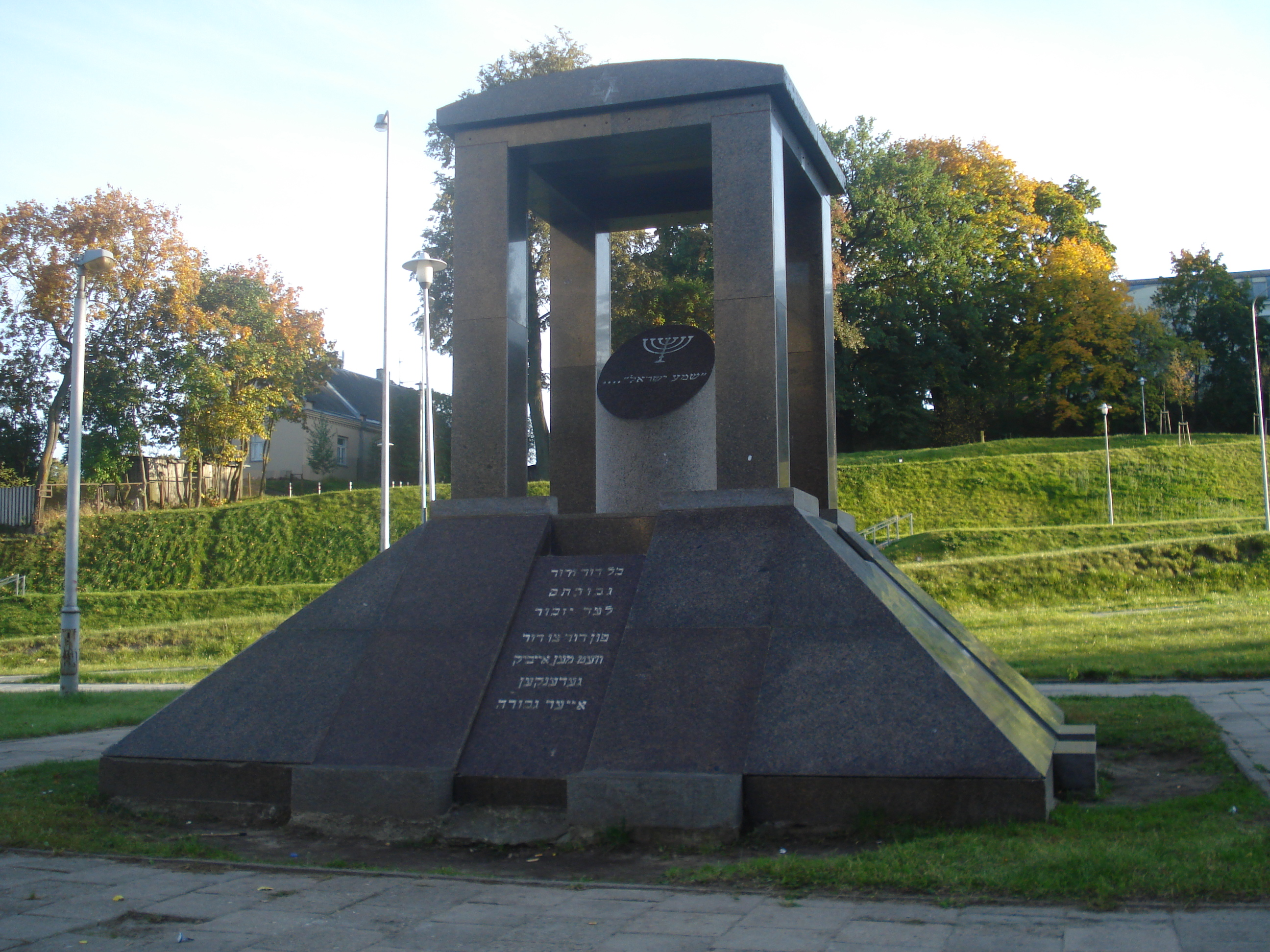
Меморіал Голокосту біля місця примусово-трудового табору HKP 562 на вулиці Субачяус у Вільнюсі

Більшість антинацистського опору в Литві виходили від польських партизанів та радянських партизанів. Обидва розпочали диверсійні та партизанські операції проти німецьких військ відразу після вторгнення нацистів у 1941 році. Найважливішою польською організацією опору в Литві, як і скрізь в окупованій Польщі, була Армія Крайових (Армія Крайова ). Польським полководцем Віленської ( Вільнюської ) області був Олександр Кшижановський.
Діяльність радянських партизанів у Литві частково координувалась Командуванням литовського партизанського руху на чолі з Антанасом Снєчкусом, а частково Центральним командуванням партизанського руху СРСР. 
Єврейські партизани в Литві також боролися проти нацистської окупації. У вересні 1943 р. Об'єднана партизанська організація, очолювана Абвою Ковнером, спробувала розпочати повстання у Віленському гетто, а згодом брала участь у диверсійних та партизанських операціях проти нацистської окупації.  У липні 1944 року в рамках своєї операції "Буря " польська армія внутрішніх справ розпочала операцію "Остра Брама ", намагаючись повернути це місто. Див. Також польсько-литовські відносини під час Другої світової війни. Литва продовжувала вигнання, базуючись на посольствах у США та Великій Британії.
Значного насильницького опору, спрямованого проти нацистів з боку литовського суспільства, не було. У 1943 р. Кілька підпільних політичних груп об'єдналися під Верховним комітетом визволення Литви ( Vyriausias Lietuvos išlaisvinimo komitetas або VLIK). Він здебільшого почав активно діяти за межами Литви серед емігрантів та депортованих, і йому вдалося встановити контакти в західних країнах та отримати підтримку для операцій опору всередині Литви (див. Операція "Джунглі" ). Вона проіснувала б за кордоном протягом багатьох років як одна з груп, що представляла Литву в еміграції.  
У 1943 році нацисти зробили спробу підняти дивізію Ваффен-СС з місцевого населення, як це було в багатьох інших країнах, але через широку координацію між групами опору мобілізація була бойкотована. Литовські сили територіальної оборони ( Lietuvos vietinė rinktinė ) були врешті сформовані в 1944 році під командуванням Литви, але були розформовані нацистами лише через кілька місяців за відмову підпорядковуватися їх командуванню.    Зокрема, стосунки між литовцями та поляками були поганими. Передвоєнна напруженість у районі Вільнюса призвела до громадянської війни на низькому рівні між поляками та литовцями.  Литовські підрозділи, спонсоровані нацистами, насамперед Литовська таємна поліція , активно діяли в регіоні та допомагали німцям у репресіях проти польського населення. Восени 1943 року Армія Крайова розпочала операцію помсти проти литовських підрозділів і в першій половині 1944 року вбила сотні переважно литовських поліцейських та інших співробітників. Конфлікт завершився розправами над цивільними громадянами Польщі та Литви в червні 1944 року в селах Глітішки (Глінцішки) та Дубінгяї (Дубінки).

## Радянська реокупація, 1944 рік
СРСР знову окупував Литву в рамках Балтійського наступу в 1944 році - подвійної військово-політичної операції з розгрому німецьких військ і "визволення радянських балтійських народів"  почалася влітку 1944 року.

## Демографічні втрати
Литва зазнала значних втрат під час Другої світової війни та першого повоєнного десятиліття. Історики намагалися кількісно визначити втрати та зміни населення, але їх завдання ускладнюється відсутністю точних та надійних даних. Не було переписів між переписом 1923 року в Литві, коли в Литві проживало 2028971 жителів,  та радянським переписом 1959 року, коли в Литві проживало 2711400 жителів.  Різні автори, пропонуючи різні розбивки, загалом сходяться на думці, що втрати населення між 1940 і 1953 роками становили більше одного мільйона людей або третину довоєнного населення.     Це число має три найбільші компоненти: жертви Голокосту, жертви радянських репресій та біженці або репатріанти.
| Період                                                 | Вайтекунас (2006) | Труска (2005) | Дамушіс (1990) | Зунде (1964) |
| ------------------------------------------------------ | ----------------- | ------------- | -------------- | ------------ |
| Перша радянська окупація (Червень 1940 - червень 1941) | 161 000           | 76 000        | 135 600        | 93 200       |
| Нацистська окупація (Червень 1941 - січень 1945)       | 464 600           | 504 000       | 330 000        | 373800       |
| ⇨ Вбивство під час Голокосту                           | 200 000           | 200 000       | 165 000        | 170 000      |
| Refugees Військові біженці з Клайпедського краю        | 150 000           | 140 000       | 120 000        | 105 000      |
| ⇨ Військові біженці з Литви                            | 60000             | 64000         | 120 000        | 60000        |
| ⇨ Інше                                                 | 54 600            | 100 000       | 45000          | 38 800       |
| Друга радянська окупація (Січень 1945 - 1953)          | 530 000           | 486 000       | 656 800        | 530 000      |
| Всього                                                 | 1 155 600         | 1 066 000     | 1122 600       | 997 000      |